# 意大利面树
義大利麵樹惡作劇（英語：Spaghetti tree hoax）是英國廣播公司時事節目《廣角鏡》，在1957年4月1日（愚人節）播放的一則長約三分鐘惡作劇報導。報告說瑞士南部一戶家庭意大利麵豐收，從樹上可以採摘義大利麵。播放當時的英國，義大利菜尚未流行，義大利麵被視為是「異域美食」，有部份英國人不知道義大利麵是由麵粉及水製成的義式麵食。估計當時有800萬人在當日觀看了此報導，並有數百人致電英國廣播公司想確認事件的真實性，還有人詢問怎樣在自家種植義大利麵樹。這個騙局後來被美國有線新聞網絡稱為「史上有良好聲譽的新聞機構發佈的最成功騙局」。

## 播放
此報導由《全景畫》攝影師查爾斯·德·紀格構想出來的，意念來自他在奧地利母校的趣事，那裡的老師會告訴及格的同學意大利麵生長在樹上，若他們相信，老師便會取笑他們愚蠢。
報導於1957年4月1日在《全景畫》節目內播放，由著名廣播員理查德·汀伯比旁述，以增加它的可信性。報導宣稱瑞士南部提契諾州的一戶家庭，在暖和的冬天和「意大利麵象鼻蟲消失」之後，種植了大片能直接長出意大利麵的樹。報導不僅展示了意大利麵掛滿樹枝的畫面，汀伯比還描述了當地人慶祝「豐收節」的場景，並稱意大利麵樹「已成為瑞士國內重要產業」。在報導中可以見到位於英國赫特福德郡聖奧爾本斯倫敦路的一間意式麵食工廠（現已關閉），和一間在瑞士卡斯蒂利奧內的酒店。
不過當時意大利菜在英國尚未流行，意式麵食並不是日常食物，在市面上販售的主要是罐裝番茄沙司意大利麵，並被視為是「異域美食」。
同時，英國國內1580萬戶家庭當中，有700萬戶（即約44%）擁有電視機，播放當日估計有800萬位觀眾觀看了此報導。由於這則報導做得相當逼真，結果在翌日有數百位觀眾致電英國廣播公司想確認事件的真實性，或想探究更多有關意大利麵種植的細節，甚至還有上當受騙的觀眾致電詢問怎樣在自家種植意大利麵樹。英國廣播公司對他們的回應也相當幽默，說：「把意大利麵放在番茄醬罐子裏，然後試著在心中注滿希望。」

## 後續
在紀格2000年的訃聞中，曾經引用過英國廣播公司前總裁伊恩·雅各布與電視清談節目經理（1954－61）倫納德·邁艾爾的對話：
|  | 當我見到這個東西的時候，就向我的妻子說：「我認為意大利麵不會生長在樹上。」所以我們便翻查《大英百科全書》。你知道嗎，邁艾爾，《大英百科全書》甚至從未提及意大利麵。 |

這個意大利麵樹報導於2008年被《新科學人》列為「世界七大科學騙局」。2009年4月1日，美國有線新聞網絡的賽義德·艾哈邁德稱報導為「史上有良好聲譽的新聞機構發佈的最成功騙局」。在2010年4月1日的《獨立報》列出了英國歷史上十大愚人事件，意大利麵樹榜上有名。

## 參看
- 意大利麵
- 愚人節

## 外部連結
- 官方網頁 （页面存档备份，存于）
- 瑞士意大利麵豐收事件 （页面存档备份，存于），Museumofhoaxes.com
- 意大利麵樹47週年紀念報導 （页面存档备份，存于），BBC News
- 意大利麵傻瓜，Transdiffusion.org